# Bari (Somàlia)
Bari és una regió administrativa de l'estat autònom del Puntland, i abans una regió de Somàlia segons la divisió administrativa de 1984 (formada per les modernes regions de Bari i Karkaar). Una petita part a l'extrem nord-oest és reclamada per l'estat autònom de Maakhir que l'anomena com a regió de Bari Occidental.
La capital és Bosaso. La ciutat de Qardho és actualment capital de la regió de Karkaar. La regió està poblada pel clan ali saleebaan, subclan dels majeerteen, i pels mohamud ali, subclan dels leelkase, tots de la confederació de clans darod.
Fou el centre del sultanat de Majeerteen i el lloc on era la seva capital (Baargaal) i la residència del comissari italià (Alula). La regió fou creada pel règim de Siad Barre el 1982. El 1998 va integrar el nou estat del Puntland i llavors la regió fou dividida. El 2004 fou afectada pel tsunami de l'oceà Índic, de manera no molt important excepte a Hafun.
Els districtes de la regió abans de la divisió eren:
- Alula
- Bender Bayla
- Bosaso
- Iskushuban
- Qandala
- Qardho

Després de la divisió es van crear nous districtes fins a un total de deu, que foren:
- Alula
- Bosaso
- Iskushuban
- Qandala
- Carmooyin
- Qawl
- Baargaal or Bargal
- Bali Dhidin
- Hafun o Xaafuun
- Galgala